# Anna Pavletsova
Anna Pavletsova (27 aprile 2004) è una nuotatrice artistica kazaka.

## Palmarès

### Coppa del Mondo
- 9 podi:
  - 1 vittoria (1 nella gara a squadre)
  - 2 secondi posti (1 nella gara a squadre e 1 nel duo)
  - 6 terzi posti (5 nella gara a squadre e 1 nel duo)

#### Coppa del mondo - vittorie
| Data          | Luogo   | Paese | Disciplina |
| ------------- | ------- | ----- | ---------- |
| 7 aprile 2024 | Pechino | Cina  | Team acro  |